# Лунн Хансен, Александер
Александер Лунн Хансен (норв. Alexander Lund Hansen; 6 октября 1982, Офьорд, Норвегия) — норвежский футболист, вратарь.

## Карьера
В 2001 году Александер подписал свой первый контракт с «Русенборгом», в котором он находился три сезона, однако ни разу не выходил на поле в матчах чемпионата. В сезонах 2004 и 2005 годах, он был отправлен в аренду в «Фредрикстад», где отыграл 19 матчей. После возвращения в «Русенборг», он сыграл за команду из Тронхейма следующие пять сезонов своей игровой карьеры. За это время дважды выиграл титул чемпиона Норвегии, однако основным голкипером так и не стал.
1 января 2010 года Хансен переходит в датский «Оденсе», но и там не смог стать основным голкипером и уже 26 ноября того же года в статусе свободного агента возвращается на родину в «Старт».
В третий раз в состав «Русенборга» вернулся 8 августа 2012 года. В конце 2016 года, объявил о завершение спортивной карьеры из-за проблем со здоровьем. В настоящее время работает в академии норвежского «Русенборга».

## Достижения
- Чемпион Норвегии (3) : 2006, 2009, 2015
- Обладатель Кубка Норвегии : 2015
- Серебряный призёр чемпионата Норвегии (2): 2013, 2014
- Бронзовый призёр чемпионата Норвегии : 2012